# 社会課題解決型ビジネス
社会課題解決型ビジネス（しゃかいかだいかいけつがたビジネス）は社会テーマの課題を解決する事業のこと。
現代社会の様々な分野において発生している障害や解決すべき問題などの社会課題をソーシャルテーマと捉えて、それを解決するまたは解決する過程で行われる提案や活動や行為を事業として行うことを言う。
ソーシャルコンテンツビジネスと社会課題解決型ビジネスは、同意語であるが、いわゆる、社会起業家、ソーシャルビジネスとは、少し意味が違う。
社会活動を目的的にみるのではなく、ソリューションビジネスのひとつの形として捉えるべきであるが、現代の政治状況、産業経済状況、文化教育状況での低迷を改善するための民間からの積極的な提案として捉えられる。
例えば新興国の農産業従事者の貧困問題には、金融へのアクセスの無さや、生産の効率化や農産品の高付加価値化の技術・ノウハウの無さといった背景がある。これらの課題からマイクロファイナンス、生産技術や農業機械の導入、加工ノウハウの提供などがニーズとして存在することがわかる。しかし、現実には新興国の農業は農作業がごとに細分化され零細農民が請け負っているため、農民の組織化や調達・販売のネットワーク形成のための参入コストが高くなりすぎたり、既存コミュニティや利害関係者の理解が得られなかったりすることが考えられる。そこで社会課題解決の視点として農民と接点を持つ企業やNGOを現地プレーヤーとして協業を図ったり、新たなエコシステムを構築するといったアプローチがとられる。
このビジネスの推進者は、金融系シンクタンクであったり商社などのインキュベーションセンターであったりする。DOタンクという言い方が発想的には近い。